# 意志
意志（英語：will，又譯：志願）作为一个复杂的哲学概念，它经常被定义成不同的形式。

## 意志作为内在动力
尼采将意志近似地定义为任意内在动机性的行动（any internally motivated action），但更狭义一些。它更象一种“具有创造力的火花”（creative spark），一种绝对的独立性和顽强性。
另外，如果一个人选择不去偷盗是因为摩西十诫中是这么说的，他是在用自由意志选择遵守；同样如果一个人买某张音乐CD是因为他的朋友推荐，他是在用自由意志选择采纳建议。

## 意志作为一切
对于唯心主义者们来说，物质世界或者不存在，或者就是另一“真实”世界（柏拉图的理念世界，康德的物自体）的派生物。在其中一些唯心主义者们看来，这一真实世界只是意志的作用。甚至某人被警察拘捕，那也是他受到意志的作用，他的思考只是受到其意志的摆布，而人本身不能超越意志。这种思想见于例如叔本华的著作《作为意志和表象的世界》以及如同阿莱斯特·克劳利这样的神秘主义宇宙观拥护者们的作品中。

## 自由意志
这一术语的标准用法是指一种连接原因事件和表象事件的内在动力。跳下悬崖是由于自由意志的作用，而不慎摔落或者被人推下悬崖则不是自由意志的作用。有些人相信我们所具有的“自由意志”并不是真正自由的，对于自由意志的感觉只是某种幻觉。这一观点通常是因为对于内在动力而言，它总是受到某一先前的内在事件的影响，从而真正的内在动力并不存在。换句话说，如果没有一个预先决定的未来，我们或者就只是量子物理中随机性的某种侥幸，那么自由意志也是不可能的。

## 相关学科中的意志

### 心理學
心理学家也处理关于意志的问题。一些人具有一种高度的内在目的性（尼采会认同他们），他们会做出对他们而言最有利的选择。而另一些人则是意志薄弱的，他们容易受到社会意见（外在目的性）或者外界的引导。他们同样研究“意志力薄弱”（Akrasia）的现象，即人们为什么有时候明知道自己有最好的选择却不去这么做（例如，明智地选择戒烟后又重新开始抽烟）。弗洛伊德的心理学拥护者们强调无意识心理（unconscious mind）的重要性要大于表面上有意识的意志作用。

### 社會學
研究集体心理学的社会学家斐迪南·滕尼斯划清了指向集体目的意志（Wesenwille or essential will，必要的意志）和指向个人目的的意志（Kürwille or arbitrary will，独断的意志）之间的差别。

## 註解
1. ↑  清朝和民國的翻譯家，嚴復、郑超麟將西方哲學的「意志」譯為「志願」。鄭超麟譯作《辯證法的唯物論》有句「我是一個有自由志願，能自由選擇，因此會自由行動的人」[1]。若按現代翻譯習慣，句中的「自由志願」會譯成「自由意志」。

## 深入阅读
- 尼采 《权力意志》商务印书馆，1996 ISBN 7100007569
- 叔本华 《作为意志和表象的世界》商务印书馆，2004 ISBN 7100011663
- 圣·奥古斯丁 《论意志的自由选择》（On Free Choice of the Will） Hackett Pub. Co. 1993 ISBN 0-87220-188-0
- 马丁·路德 《意志的奴役》（The Bondage of the Will）（In German）Revell. 1990 ISBN 0-8007-5342-9